# Радиодом

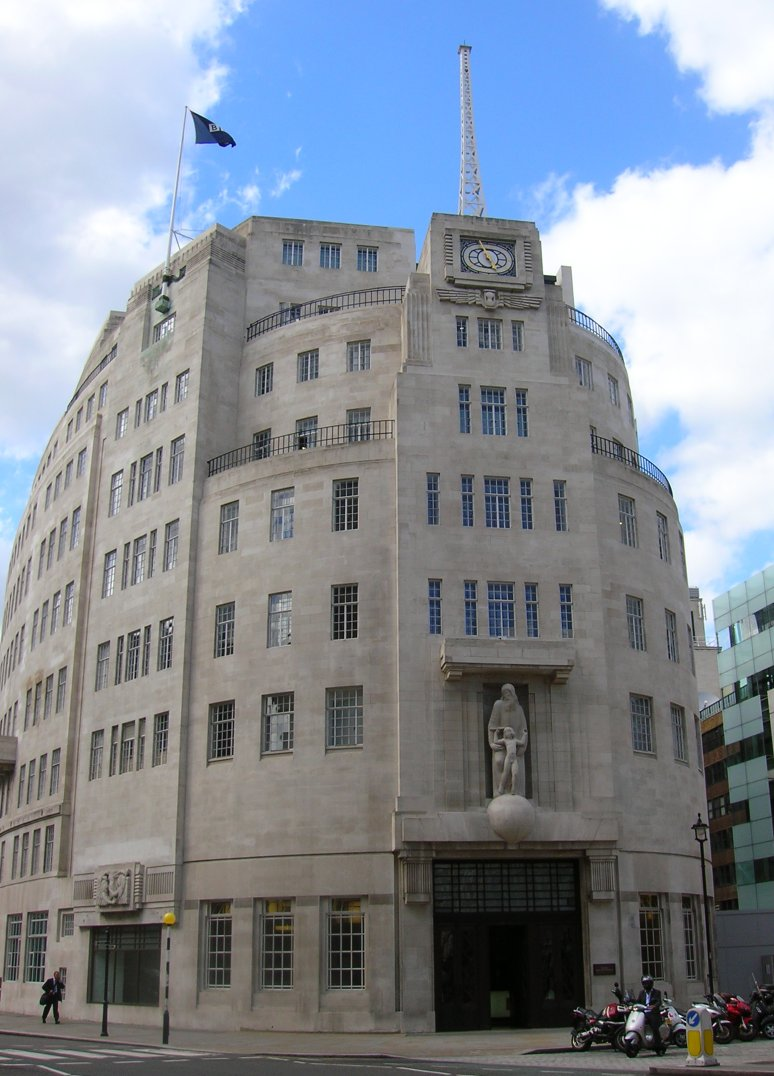
Лондонский радиодом BBC

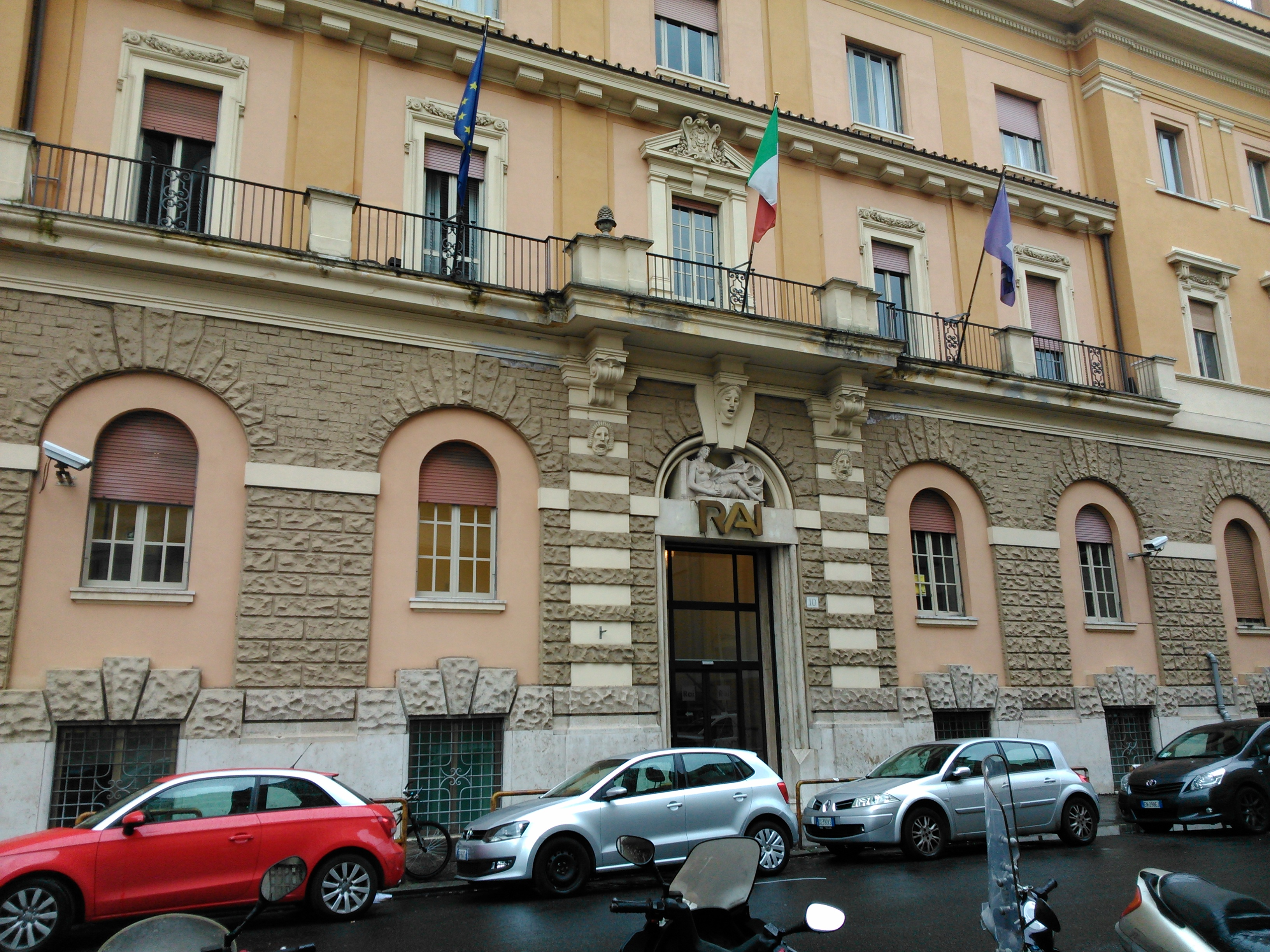
Римский радиодом Rai

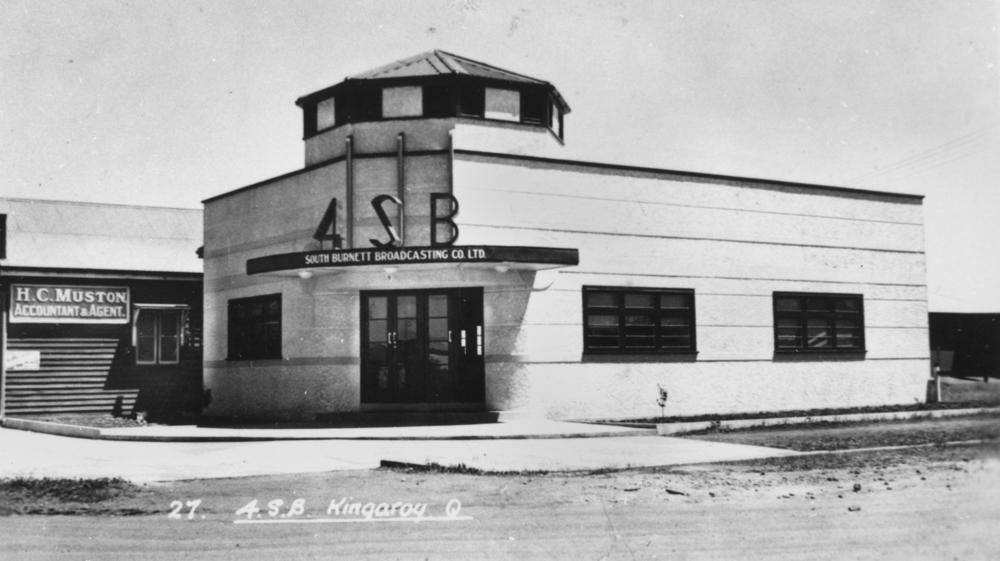
Старая радиостанция

Радиодом — комплекс устройств и сооружений, служащих для подготовки программ радиовещания.
Комплекс устройств и сооружений, объединяющих в себе радиодом и телецентр, называется радиотелецентром, при этом во многих языках подобного рода сооружения называются радиодомами: например, Берлинский радиодом является радиотелецентром, в нём осуществляется подготовка и выпуск как телевизионных, так и радиовещательных передач, аналогично местные радиодома ARD являются радиотелецентрами, кроме Франкфуртского радиодома (в котором расположена центральная аппаратная первой общегосударственной телепрограммы) который считается передающим центром (Sendezentrum), как и телецентр ZDF в Майнце. Также фактически радиотелецентром является московский телецентр в Останкино, в одном из аппаратно-студийных комплексов есть аппаратно-программные блоки как телевизионного, так и радиовещания.

## Устройство
- Студийный блок
  - Аппаратно-студийные комплексы
    - Аппаратно-студийные блоки[3][4] — в них как правило осуществляется запись передач художественного радиовещания
      - Радиостудия
      - Режиссёрская аппаратная

    - Аппаратно-программные блоки[5][6] — из них как правило осуществляется вещание в прямом эфире информационных и общественно-политических программ и дикторских вставок
      - Речевая студия
      - Монтажная аппаратная

    - Центральная аппаратная

  - Редакционный блок — в нём размещаются помещения для редакторов и административно-управленческого аппарата
- Комплекс передвижных средств
  - Передвижные звукозаписывающие станции
  - Передвижные трансляционные станции[7]

## Радиодома в СССР и России
Радиодома в СССР — художественно-промышленные предприятия, осуществлявшие техническую часть подготовки программ радиовещания, а также запись и тиражирование фонограмм. Существовали Государственный дом радиовещания и звукозаписи, республиканские дома радиовещания и звукозаписи и местные радиотелецентры. В 1957 году здание Дворца звукозаписи и здание на Пятницкой, 25 были переданы Государственному комитету Совета министров СССР по радиовещанию и телевидению, в рамках которого был создан Государственный дом радиовещания и звукозаписи. В 1969 году радиодома столиц АССР, краёв и областей были объединены с переданными телерадиокомитетам телецентрами в радиотелецентры. В начале 1990-х гг. практически все радиотелецентры и радиодома как предприятия были упразднены, техническая часть подготовки программ перешла непосредственно государственным телерадиокомпания республик, краёв, областей, автономных областей и автономных округов. 7 мая 1992 года Государственный дом радиовещания и звукозаписи стал подведомственным предприятием Российской государственной телерадиокомпании «Останкино» (была создана 27 декабря 1991 года на базе Всесоюзной государственной телерадиоковещательной компании, которая в свою очередь была создана на базе Гостелерадио СССР 8 февраля 1991 года), но 7 сентября 1993 года Государственный дом радиовещания и звукозаписи был выеден из ведения РГТРК «Останкино» и перешёл в непосредственное подчинение Федеральной службы телевидения и радиовещания, в 2001 году объединён с Федеральным государственным унитарным предприятием «Телеканал „Культура“» в Федеральное государственное унитарное предприятие «Государственная телерадиокомпания „Культура“».

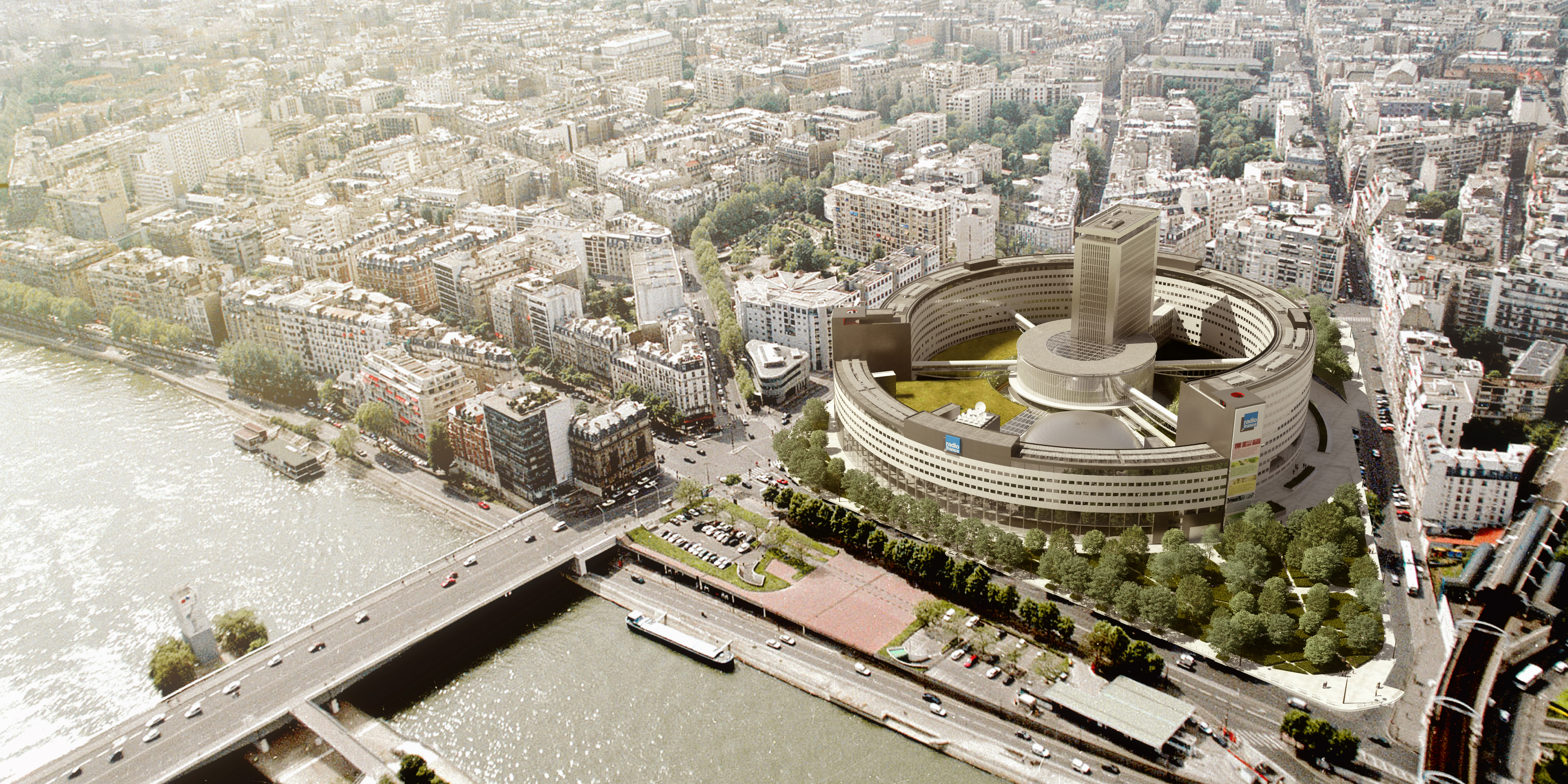
Дом Французского радио — штаб-квартира Radio France
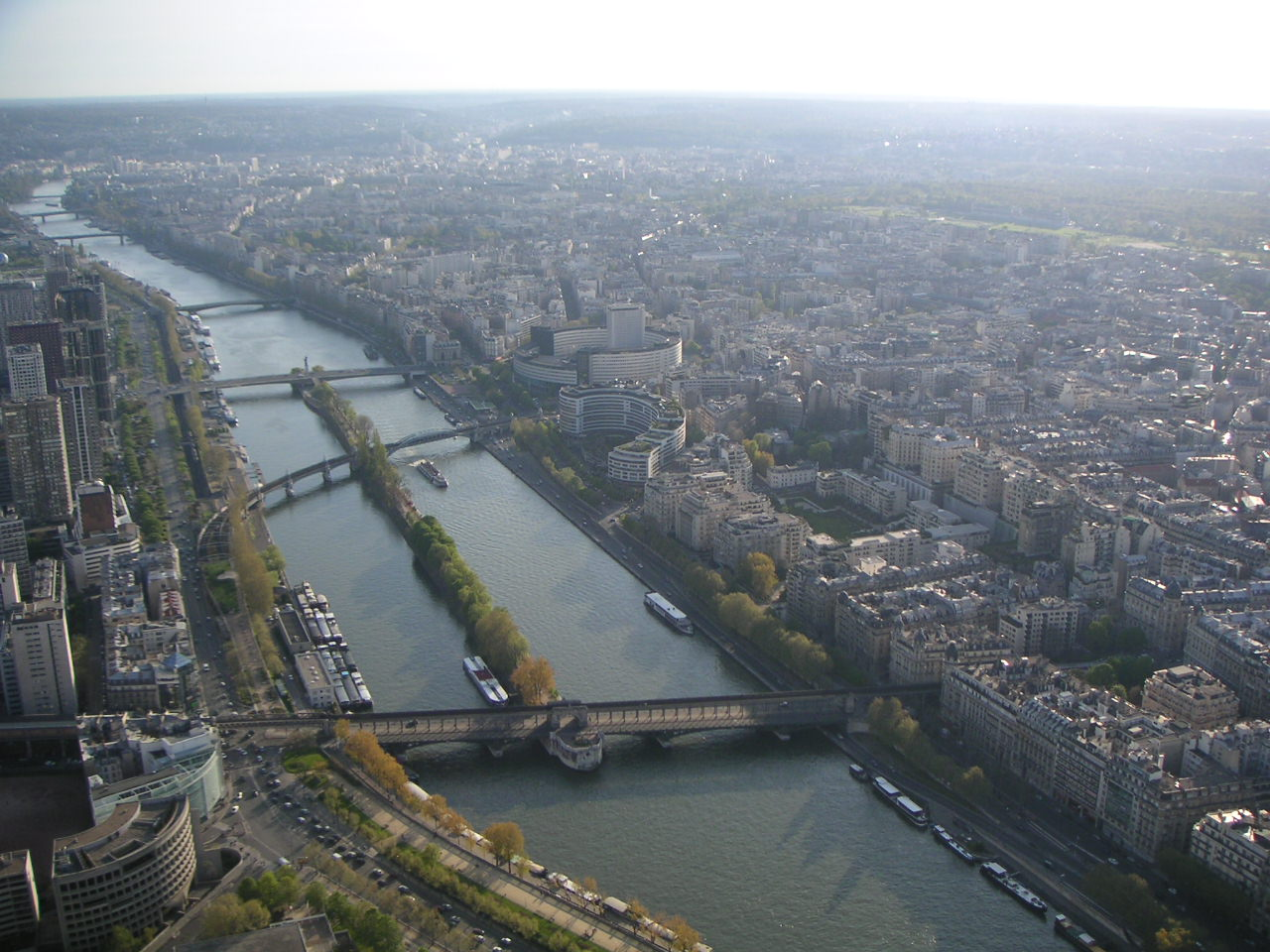
Дом Французского радио — вид с Эйфелевой башни